# 弗雷德里克·吉尔摩
弗雷德里克·加菲尔德·吉尔摩（英語：Frederick Garfield Gilmore，1887年5月22日—1969年3月17日），美国男子拳击运动员。他曾代表美国参加1904年夏季奥林匹克运动会拳击比赛，获得男子125磅级铜牌。